# 飛鳥 (特設水雷砲艦)
| 「永建」改め「飛鳥 (日本海軍)」 | |
| 艦歴                            | |
| 建造所                          | 上海江南造船所 |
| 起工                            | 1911年 |
| 進水                            | 1917年 |
| 竣工                            | 1918年 |
| 就役                            | |
| その後                          | 1945年5月7日沈没 |
| 除籍                            | |
| 要目（（）内は永建時代のもの）  | |
| 排水量                          | 常備：860トン |
| 全長                            | -m （68.3m） |
| 全幅                            | -m（9.85m） |
| 吃水                            | -m（4.1m） |
| 機関                            | （石炭専焼缶-基+レシプロ機関2基2軸推進                                                                                         |
| 出力                            | （1,350hp |
| 速力                            | 13.0ノット |
| 航続距離                        | -ノット/-海里 |
| 燃料                            | -トン（石炭） |
| 乗員                            | -名（140名） |
| 兵装                            | （アームストロング 10.2cm単装砲1基 アームストロング 7.62cm単装砲3基 アームストロング 4.7cm単装砲4基 3.7cm（40口径）単装砲1基） |

飛鳥（あすか）は、日本海軍の雑役船。元は中国が建造した砲艦で永翔級の準同型艦の永建級1番艦「永建」（ユンチュン）を取得して修理後に改名して就役させた艦である。

## 艦歴
元は1915年（大正4年）建造の中国砲艦「永建」であったが1937年（昭和12年）8月に上海で爆撃を受けて沈没した。（第二次上海事変）その後、日本海軍が浮揚の上、雑役船中の交通船として日本海軍籍に編入、特設水雷母艦の任務に従事した。1940年（昭和15年）に二等駆逐艦3隻、特設砲艦12隻からなる第13戦隊が編成され、本艇はその旗艦兼母艦となった。1945年（昭和20年）に入り対空警備艦となったが、5月7日にB-29の爆撃を受けて沈没した。